# Long Live Love

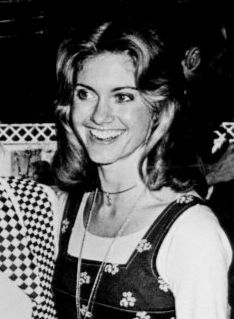
Olivia Newton-John 1974-ben

A Long Live Love Olivia Newton-John 1974-ben megjelent sudióalbuma. Címét az Eurovíziós Dalfesztiválon énekelt daláról kapta, mellyel Olivia a negyedik helyezett lett.

## ALong Live Lovedal azEurovíziós Dalfesztiválon
Az 1974-es dalfesztiválon az akkoriban már komoly sikereket elérő és több albumot kiadott Oliviát indították az Egyesült Királyság színeiben. Az énekelt dal kiválasztásába nem volt beleszólása. Több szűrő után hat lehetséges dal maradt, ezeket hat tévéadásban mutatták be a nézőknek, akik végül a Long Live Love című dal indítása mellett szavaztak. Olivia lehetséges ruháit szintén a hat tévéadásban mutatták be, szintén a nézőkre bízva a döntést.
Olivia sem a dallal, sem a ruhával nem volt kibékülve, reményei szerint inkább az Angel Eyes című dallal indult volna. Az egyébként esélyes Long Live Love megfelelt az azokban az években szokásos, a versenyen induló kissé bumszassza jellegű daloknak (pld. Sandie Shaw – Puppet on a String, Lulu – Boom Bang-a-Bang, Cliff Richard – Congratulations és Power to All Our Friends, Teach-In – Ding-A-Dong stb.), de az ABBA Waterloo című dalával szemben nem volt esélye, végül mindössze negyedik lett. A fesztivál után kiadott Long Live Love című album tartalmazza mind a hat jelölt dalt.
A fesztiválról a Long Live Love és a nyertes Waterloo az a két szám, mely a nemzetközi zenepiacon is évtizedekre ismert maradt. Az albumon lehetett először hallani Olivia egyik legsikeresebb dalát, melynek címe I Honestly Love You.
A Long Live Love dal győzelmének elmaradása, az album és a dal relatíve sikertelensége, valamint az I Honestly Love You dal hatalmas sikere és első helyezése Amerikában, közrejátszott abban, hogy Olivia véglegesen áttelepült későbbi sikerei helyszínére, Kaliforniába.

## Érdekességek
Már korábban is volt egy igen népszerű Long Love Love című dal, Sandie Shaw előadásában, 1965-ben.
John Farrar az egyedüli szereplő, aki három egymás utáni évben is részt vett a fesztiválon. 1973-ban Cliff Richard mögött gitárosként és háttérénekesklént, 1974-ben Olivia mögött producerként, 1974-ben a The Shadows tagjaként.

## Az album dalai
„A” oldal
- Free The People (Barbara Keith)
- Angel Eyes (Tony Macaulay & Keith Potger)
- Country Girl (Alan Hawkshaw & Peter Gosling)
- Someday (Gary Benson & David Mindel)
- God Only Knows (Brian Wilson & Tony Asher)
- Loving You Ain't Easy (Leather/Saker/Sulsh)

„B” oldal
- Home Ain't Home Anymore (John Farrar & Peter Robinson)
- Have Love Will Travel (Roger Greenaway & Geoff Stephens)
- I Honestly Love You (Peter Allen & Jeff Barry)
- Hands Across The Sea (Findon & Wilkins)
- The River's Too Wide (Bob Morrison)
- Long Live Love (Valerie Avon & Harold Spiro)

## Helyezések
- Album - UK: No.40, AU: No.32
- Long Live Love - UK: No.11, AU: No.15
- I Honestly Love You - UK: No. 22, USA Billboard Hot 100: No.1, USA Billboard AC lista: No.1, USA country lista: No.6, AU: No.2

## Kiadások
- EMI Records EMC 3028 (eredeti hanglemezkiadás)

Az album hanglemez majd CD változata a világ számos országában megjelent helyi kiadók gondozásában. A kor szűkös viszonyai ellenére Magyarországon is kapható volt indiai kiadásban.